# Maart 2017
Dit artikel geeft een chronologisch overzicht van de belangrijkste gebeurtenissen per dag van de maand maart in het jaar 2017.

## Gebeurtenissen

### 5 maart
- Het Franse autobedrijf PSA Peugeot Citroën heeft overeenstemming bereikt met General Motors over overname van de gehele Europese tak van laatstgenoemde. Onder andere Opel en Vauxhall komen hiermee in handen van PSA.[1]

### 6 maart
- De Amerikaanse president Donald Trump heeft een aangepaste versie ondertekend van het inreisverbod uit zeven islamitische landen dat hij acht dagen na zijn inauguratie instelde. Irak is nu van de lijst geschrapt.[2]

### 7 maart
- In Caïro wordt door een team van Egyptisch en Duitse archeologen een standbeeld van 8 meter hoog gevonden. Men vermoedt dat het beeld een voorstelling is van Ramses II, omdat het beeld gevonden is in de buurt van diens tempel op de plek van het vroegere Heliopolis.[3]

### 8 maart
- Het Blauwe Raam, ook bekend als Azure Window, een ongeveer vijftig meter hoog gat in de kliffen van Dwejra Bay (San Lawrenz) op het eiland Gozo (Malta) stort in ten gevolge van een hevige storm.[4]

### 10 maart
- De Zuid-Koreaanse president Park Geun-hye is door het constitutioneel hof uit haar functie gezet in navolging van een beslissing van het parlement op verdenking van corruptie. Zij zou samen met een adviseur Choi Soon-sil-bedrijven – waaronder Samsung – gedwongen hebben om geld te doneren aan twee stichtingen in ruil voor invloed. Na het besluit braken er rellen uit waarbij twee doden vielen.[5]

### 11 maart
- Turkije stelt diplomatieke sancties in tegen Nederland na de weigering door Nederland om de Turkse minister van Buitenlandse Zaken, Çavuşoğlu, en de minister van Familiezaken, Kaya, toe te laten. (Lees meer)[6][7]

### 13 maart
- De Schotse premier Nicola Sturgeon kondigt aan dat er in 2018 of 2019 een nieuw referendum zal komen over mogelijke uittreding van Schotland uit het Verenigd Koninkrijk.[8]

### 15 maart
- Bij parlementsverkiezingen voor de Tweede Kamer in Nederland wordt de VVD met 33 zetels de grootste partij. De Partij van de Arbeid behaalt een historisch slecht resultaat.[9]

### 16 maart
- Een dag na zijn ambtsgenoot in Hawaï verwerpt ook een federale rechter in de Amerikaanse staat Maryland de aangepaste versie van het inreisverbod van president Donald Trump, dat eigenlijk vandaag had moeten ingaan.

### 22 maart
- In de Londense wijk Westminster vindt een aanslag bij het Britse parlement plaats. Een man rijdt in op mensen die zich op de Westminster Bridge bevonden. Op de vlucht steekt hij een politieagent neer.[10]

### 26 maart
- De Keniaanse hardloper Geoffrey Kamworor prolongeert in de Oegandese hoofdstad Kampala zijn wereldtitel veldlopen. De Keniaan troeft in 28.24 minuten over tien kilometer zijn landgenoot Leonard Barsoton af. Het brons gaat naar de Ethiopiër Abadi Hadis.
- De oefeninterland tussen de voetbalteams van Nigeria en Burkina Faso in Londen wordt geschrapt. Zeven spelers van Burkina Faso hebben niet op tijd een reisvisum naar Groot-Brittannië kunnen regelen.

### 27 maart
- Dicht bij Harlingen komt op een overweg een passagierstrein van Arriva in botsing met een personenauto. Hierbij komen een volwassene en een kind om het leven.[11]

### 31 maart
- Twee West-Vlaamse dorpen worden ontruimd als gevolg van een salpeterzuurlek. De giftige wolken kwamen vrij uit een opslagtank van een mestverwerkingsbedrijf.[12]

## Overleden
← · januari · februari · maart · april · mei · juni · juli · augustus · september · oktober · november · december ·  →